# Caliban (Shakespeare)

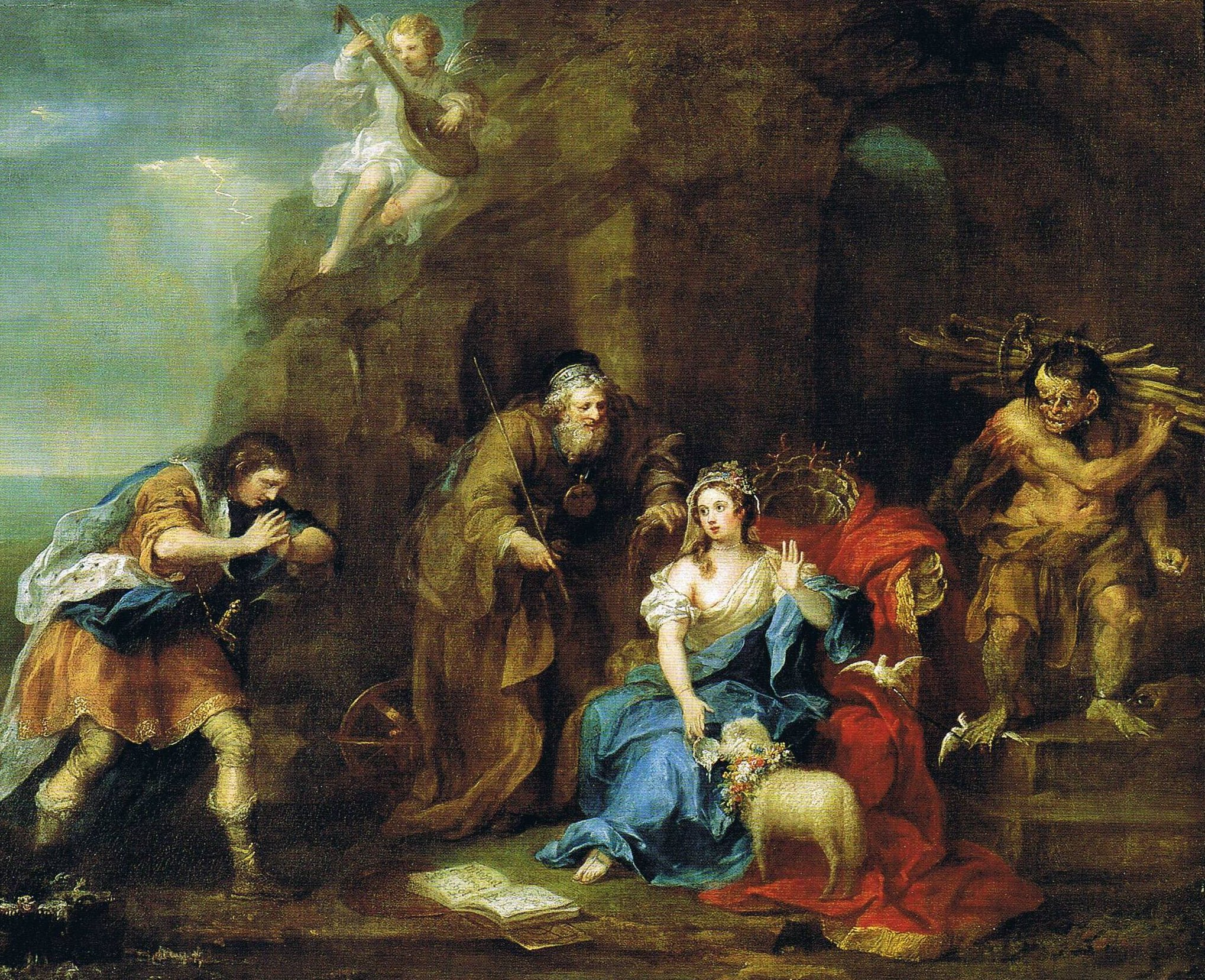
The Tempest, schilderij van William Hogarth; Caliban staat uiterst rechts

Caliban is een personage uit William Shakespeares  romantische komedie The Tempest (De Storm). Hij is de ernstig misvormde zoon van de heks Sycorax, en is nu dienaar van de magiër Prospero.

## De Wilde
In De Storm vertelt Prospero in eigen woorden hoe hij er ondanks alle moeite niet in geslaagd is Caliban beschaafd te maken. Caliban is mismaakt ter wereld gekomen, nauwelijks opgevoed, verbitterd omdat zijn moeder hem ontnomen is. 
Hij wordt door Prospero in de wouden gevonden, als een vreemdsoortig wezen dat nog weinig menselijks heeft. Prospero neemt hem mee naar diens spelonk en palmt hem in. Hij probeert hem onder meer taal te leren, hem bij te brengen wat juist en goed is. Prospero zou, naar eigen zeggen, heel lief geweest zijn tegen hem ... mocht Caliban geluisterd hebben. Maar hij is nu eenmaal van nature niet zo geschapen dat hij iets goeds of nuttigs kan uitvoeren. Dus moet hij voor de oude intellectueel de vuilste taakjes opknappen, als slaaf hout halen, terwijl hij geplaagd wordt door Ariel, Prospero's huisknecht. Volgens de nar Trinculo zou Caliban ook naar vis hebben gestonken, mogelijk ten gevolge van het toen nog onbekende visgeursyndroom. Daarbij komt nog dat hij moeilijk de verleidelijke dochter van Prospero, Miranda, kan weerstaan.

## Verzet
Caliban is, als afstammeling van de heks Sycorax, de rechtmatige heerser over het denkbeeldige eiland waar De Storm zich afspeelt. Caliban wordt ten val gebracht door Prospero, die zelf zijn hertogdom heeft verloren en door zijn broer is verjaagd. Caliban verzet zich een eerste keer te pogen Miranda te verkrachten. Daarvoor wordt hij gestraft, gemarteld en vernederd. Een tweede poging om zich te wreken tegenover Prospero is zijn medewerking aan de samenzwering tussen de later aangespoelde edelen-zeelieden om Prospero te doden. Maar ook dat wordt verijdeld. Het personage Caliban kan geïnterpreteerd worden als een symbool voor verschillende soorten verzet, onder meer voor het verzet van de koloniale vrijheidsstrijders (bv in de West Indies).

## Betekenis van Caliban
Caliban heeft geen toverstaf zoals Prospero. Hij heeft geen abstract vrijheidsidee zoals Ariël. Voor Miranda is hij een man, voor Ferdinand is hij een monster, voor Prospero een wilde. Voor Prospero de rust verstoorde was hij de heer van het verlaten eiland, en na Prospero's terugkeer naar Italië blijft hij weer alleen op het eiland achter, veel illusies armer.
Caliban is degene die groeit in De Storm. Alle andere personages exploreren hun herinneringen, ook Prospero, wiens drama louter academisch is. Caliban leert spreken en verandert van dier tot mens, krijgt hartstocht en schrijft zijn biografie, ook al is dat vrij onbeholpen.
Sommigen zien hem als de middeleeuwse mens die verleid wordt door de intellectualistische renaissance-idealen die betoverend werken, maar als die hem (in de vorm van Prospero) verlaten blijft hij ontnuchterd achter. Hij vervloekt zijn lot en zijn eenzaamheid wordt schrijnend.
Caliban is ook de enige die Prospero's plannen door zijn onvoorspelbaarheid in de war kan sturen. Hij wordt de smet op het blazoen van Prospero.
Hij is niet alleen concreet, lichamelijk, hartstochtelijk maar ook naïef ... hij wordt dronken gevoerd door Stephano die hem bij de samenzwering betrekt met de belofte van winstdeling (delen in de vrijheid). Hij is grotesk in zijn vrijheidsdrang en tragisch omdat hij zich niet kan en wil schikken in zijn lot.
Caliban is de moderne mens die Shakespeare verlaat met De Storm. En misschien denkt hij net als Prospero die naar Italië vertrekt: I'll be wiser hereafter (hierna zal ik wijzer zijn).
- Gemeinsame Normdatei: 119052822
- Library of Congress Control Number: sh86003000
- Nationale Bibliotheek van Israël: 987007551091205171
- Virtual International Authority File: 100224983
- WorldCat: E39PCjDpYwkv7k9hjt7xg8rTHC